# أدرلان سانتوس
أدرلان سانتوس (بالإنجليزية: Aderlan Santos)‏ هو لاعب كرة قدم برازيلي في مركز الدفاع ولد في يوم 9 أبريل 1989 في البرازيل، يلعب حالياً مع نادي ريو أفي وسبق له اللعب مع نادي فالنسيا والنادي الاهلي السعودي .

## روابط خارجية
- أدرلان سانتوس على موقع قاعدة بيانات كرة القدم.إي يو (الإنجليزية)
- أدرلان سانتوس على موقع Soccerbase.com (لاعب) (الإنجليزية)
- أدرلان سانتوس على موقع Soccerway.com (الإنجليزية)
- أدرلان سانتوس على موقع عالم كرة القدم.نت (الإنجليزية)
- أدرلان سانتوس على موقع AS.com (الإسبانية)